# Saint-Christoly-de-Blaye
Saint-Christoly-de-Blaye è un comune francese di 1 967 abitanti situato nel dipartimento della Gironda nella regione della Nuova Aquitania.

## Società

### Evoluzione demografica
Abitanti censiti